# Buurman en Buurman
Buurman en Buurman (in Tsjechië bekend als Pat a Mat) is een Tsjechische poppenanimatieserie, bedacht door de Tsjechische kunstenaars Lubomír Beneš en Vladimír Jiránek.
De serie is een stop-motion-animatie met slapstickkomedie, en gaat over de belevenissen van twee onhandige, maar positief ingestelde buurmannen die met vindingrijke ideeën allerlei huis-tuin-en-keukenproblemen proberen op te lossen.
De eerste aflevering werd voltooid in 1976 in het toenmalige Tsjecho-Slowakije. Vanaf de jaren 1980 werden de afleveringen aan tientallen landen ter wereld verkocht, waaronder Nederland. Mede dankzij Kees Prins en Siem van Leeuwen, die de twee personages voor de Nederlandse televisie van stemmen voorzagen, groeide de serie in Nederland uit tot een culthit. Na Tsjechië is Nederland het land waar de serie het populairst is.

## Verhaal en personages

### Karakters
De beide buurmannen waar de serie om draait, proberen in elke aflevering een probleem in en om het huis op te lossen, zoals het ontstoppen van een gootsteen, het neerzetten van een nieuwe schutting of het verjagen van mollen of bijenzwermen. Ze zijn optimistisch ingesteld, vindingrijk en staan altijd klaar om elkaar te helpen. De oplossingen die ze bedenken zijn echter niet altijd even handig of efficiënt, en door hun geknutsel maken ze hun problemen meestal eerder groter dan kleiner. Toch gaan ze elke uitdaging vol goede moed aan, worden nooit boos en laten zich niet door tegenslag uit het veld slaan. Zo loopt bijna elke aflevering uiteindelijk goed af. Is het probleem eenmaal naar tevredenheid verholpen, dan maken de buurmannen een terugtrekkend gebaar met hun elleboog of geven elkaar een stevige handdruk.

### Namen en uiterlijk
De beide buurmannen waren aanvankelijk naamloos. Doordat er in de serie niet werd gesproken, vonden de makers het niet nodig om de karakters een naam te geven. Op verzoek van jonge kijkers, die wilden weten hoe de personages heetten, werden de beide buurmannen vanaf aflevering 30 in 1989 alsnog van namen voorzien en luisterden ze voortaan naar Pat en Mat. Buurman Pat is het personage met een gele trui en een baret op zijn hoofd, terwijl buurman Mat te herkennen is aan zijn rode trui en blauwe muts.
De namen zijn afgeleid van de Tsjechische uitdrukkingen patlal en matlal, wat zoiets betekent als "onhandig" en "gênant". De namen werden zodanig gekozen dat ze, naar het idee van de makers, internationaal bruikbaar waren. Om de kijkers met de namen vertrouwd te maken, verschenen deze tussen 1989 en 1994 op de voordeuren van de personages.
Toch raakten de namen Pat en Mat niet overal ingeburgerd. Zo staan de personages in Nederland en Vlaanderen bekend als Buurman en Buurman, in Brazilië als Zeca e Joca, in Zwitserland als Sepp und Heiri, in Duitsland als Peter und Paul en in Rusland als Ťapa i Ljapa (Тяпа и Ляпа). Ook de titel van de serie verschilt per land. In Polen heet de serie bijvoorbeeld Sousedi ("Buren"), in Hongarije Kétbalkezesek ("Twee linkshandigen") en in IJsland Klaufabáróarnir ("De onhandige jongens").

### Locatie
Oorspronkelijk waren de beide personages elkaars bovenburen in een grauwe sovjetflat, die er van binnen uitzag als de gemiddelde Tsjechische huiskamer in de jaren 1970. Om aan de drukte van de stad te ontsnappen, beschikten de heren over een datsja op het platteland, waar ze zo nu en dan hun dagen doorbrachten. Vanaf 1989 woonden ze naast elkaar in een vrijstaande woning: Pat in een groene op nummer 12 en Mat in een gele op nummer 13. In 2002 verhuisden de buren naar een twee-onder-een-kapwoning.

## Achtergrond

### Ontstaan
De serie ontstond in de jaren 1970, in het toenmalige Tsjecho-Slowakije, een land dat al voor de Tweede Wereldoorlog beschikte over een rijke traditie op het gebied van film en animatie. De Tsjechische filmmaker en illustrator Lubomir Beneš werkte in die tijd voor Studio Jiří Trnka, de studio die binnen het staatsfilmbedrijf Krátký film voor de poppenanimatie verantwoordelijk was. Daarnaast tekende hij voor een tijdschrift een stripverhaal over twee klusjesmannen, meneer Ouholíček en meneer Sedlec.
Geïnspireerd door zijn stripverhaal en zijn eerdere ervaringen met poppenanimatie ontwikkelde Beneš met hulp van dramaturg Jiří Kubíček en kunstenaar Vladimír Jiránek in 1976 een korte film over twee onhandige klussers. De film, die fungeerde als proefaflevering voor een nieuwe serie, was nog niet gericht op kinderen, maar bedoeld als satire voor volwassenen op het leven onder communistisch bewind. In de jaren 1970 was de bevolking arm, en was er in winkels weinig te krijgen, waardoor de bevolking op zijn eigen creativiteit was aangewezen. De proefaflevering werd gefilmd in Praag, in Studio Jiří Trnka, en kreeg de Tsjechische titel Kuťáci.
Krátký film, dat ten tijde van het totalitaire communistische regime onder streng toezicht stond van het Ministerie van Onderwijs en Nationale Verlichting, zag aanvankelijk geen brood in het voorstel voor de nieuwe poppenserie. Het regime had onder meer kritiek op de kleur van de coltruien van de beide karakters. Het gebruik van een gele en een rode trui wekte de indruk dat de spot gedreven werd met het voortdurende grensconflict tussen China (geel) en de Sovjet-Unie (rood). Ook vonden de autoriteiten de proefaflevering niet educatief genoeg; de boel afbreken en gek doen strookte niet met  socialistische waarden.
In het Slowaakse deel van Tsjecho-Slowakije, verder verwijderd van de Praagse censuur, had men daarentegen wél interesse. De Slowaakse tak van de nationale omroep, ČST Bratislava , bestelde bij Studio Jiřího Trnky vier seizoenen van elk zeven afleveringen, die vanuit Bratislava uitgezonden zouden worden. De titel van de serie werd ...A Je To, wat vrij vertaald zoiets betekent als ‘Klaar is Kees’. Om verdere kritiek van de censor te ontlopen, werd het een poppenserie voor kinderen, en werd de rode trui gecensureerd en grijs gemaakt. Pas na de fluwelen revolutie in 1989, vanaf aflevering 30, zou de trui weer rood worden. In Studio Jiřího Trnky zouden uiteindelijk 35 afleveringen van Buurman en Buurman van de band rollen. 

### aiF Studio (productiebedrijf Lubomir Beneš)
Ondanks de wereldwijde populariteit van de serie verdienden de makers er zelf bijna niets aan.  Vrijwel de complete opbrengst ging naar het staatsbedrijf Krátký film. In 1990, kort na de val van het communisme, richtte Lubomir Beneš dan ook zijn eigen productiebedrijf aiF Studio op, samen met zijn zoon Marek Beneš, Buurman-en-buurman-medebedenker Vladimír Jiránek en producent Michal Podhradský. Het nieuwe productiebedrijf richtte zich op het maken van poppenanimatie, en leverde tussen 1990 en 1995 onder meer 14 filmpjes met Buurman & Buurman op. Nadat Beneš in 1995 aan longkanker overleed, verlieten Marek Beneš en Vladimír Jiránek aiF Studio. De rechten op de personages Pat en Mat vielen toe aan Lubomír Beneš’ erfgenamen.
In 1997, enkele jaren na het overlijden van de geestelijk vader van Pat en Mat, waagde aiF een poging tot een doorstart met de buurmanfilmpjes. Er werd ingezet op een nieuw seizoen voor de serie, gericht op distributie in de Verenigde Staten. In tegenstelling tot alle eerdere afleveringen zou de nieuwe serie worden opgenomen in breedbeeldformaat (16:9), moesten de afleveringen verlengd worden tot dik 12 minuten en zouden er Engelstalige dialogen aan toegevoegd worden, ingesproken door de acteurs David Nykl en Peter Alton. Door een zakelijk geschil over de 14 afleveringen die eerder door aiF Studio waren geproduceerd, en die verkocht waren aan een zusterbedrijf van aiF Studio in Zuid-Korea zonder alle rechthebbenden financieel te compenseren, ging aiF Studio echter in 1999 failliet. De aflevering Karty (Nederlands: Speelkaarten), de eerste en enige aflevering van het nieuwe seizoen dat reeds was afgerond, werd uiteindelijk nooit officieel uitgezonden. De aflevering werd in 2012 overgebracht naar het Tsjechisch Filmarchief.

### Patmat Film (productiebedrijf van Marek Beneš)

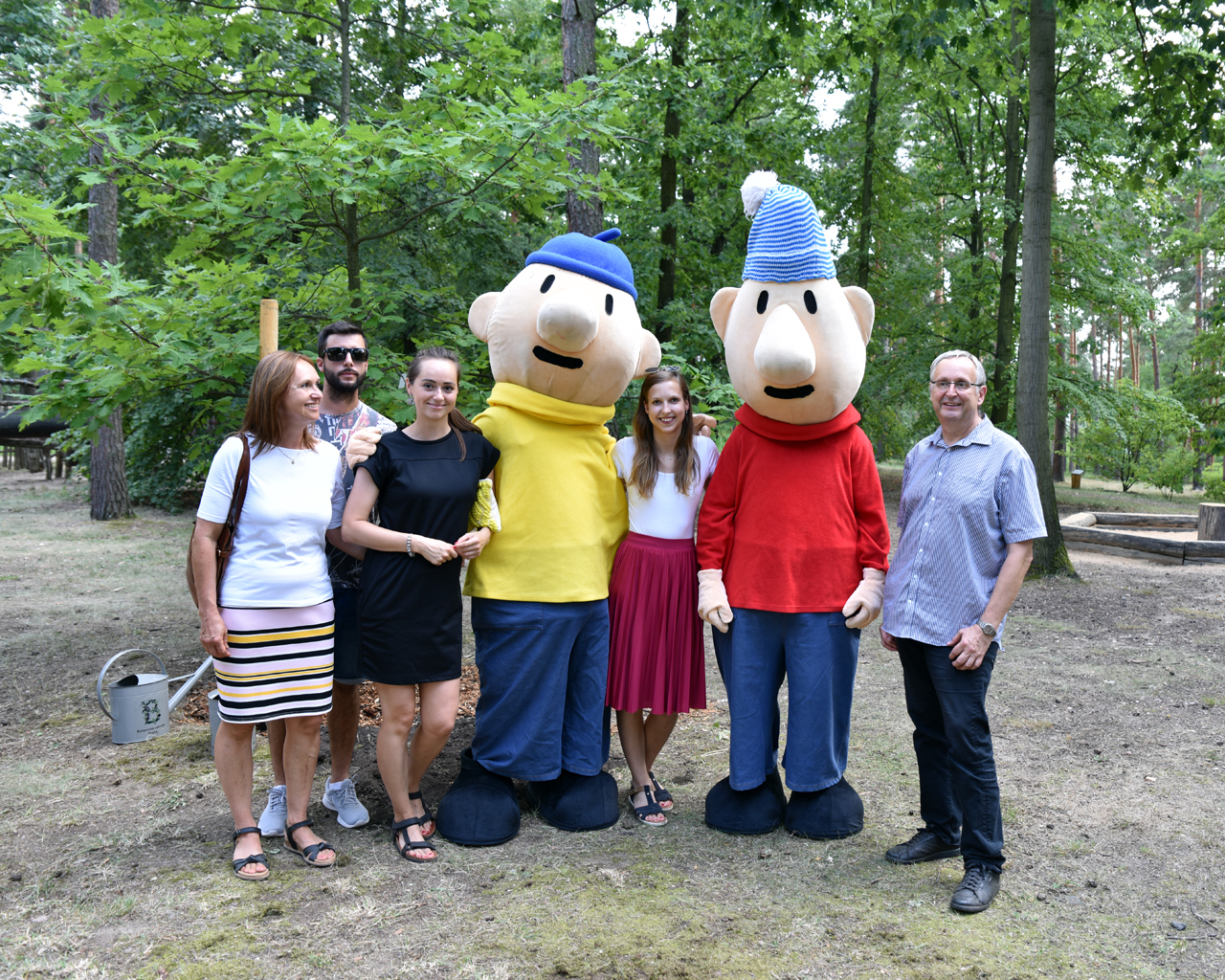
Buurman en Buurman in 2022, vergezeld van hun creatieve team (waaronder Marek Beneš uiterst rechts)

In navolging van zijn vader richtte Marek Beneš in 2001 zijn eigen productiebedrijf Patmat Film op, om daarmee de productie van buurmanfilmpjes voort te kunnen zetten. In het proces betrok Beneš verschillende animatoren die met zijn vader hadden samengewerkt. Om de studio goed van de grond te krijgen, lag de overkoepelende productie in 2003 en 2004 in handen van Atéliery Bonton Zlín en functioneerden Patmat en Anima als kleinere studio's die voor het Zlín-label produceerden. Daarna nam Patmat de productie van nieuwe video's in eigen beheer.
In 2018 leverde Patmat Film de film Pat a Mat znovu v akci (Nederlands: Buurman en Buurman hebben een nieuw huis) op, een compilatiefilm bestaande uit recent opgenomen afleveringen. De film was een unicum, in zoverre dat er in het Tsjechische origineel voor het eerst gesproken werd. Marek Beneš liet zich hiertoe inspireren door de Nederlandse versie van de serie, waarin de beide personages vanaf 1984 al van stemmen voorzien waren. De stemmen, ingesproken en geïmproviseerd door Michal Suchánek en Richard Genzer, werden enkel gebruikt in de intermezzo's tussen de scènes in. De geluiden in de scènes zelf bleven beperkt tot muzikale begeleiding en geluidseffecten.
De filmpjes uit de periode 2018 en 2020 werden gemaakt als samenwerkingsproject tussen Patmat Film en de Chinese animatiestudio Hangzhou Steamworks Creative Co. Ltd.

## Productiemethode
In de loop van de tijd is de productiemethode verscheidene malen aangepast, vooral na het jaar 2000. De buurmannen begonnen in 1976 als twee eieren op de ontbijttafel van Lubomír Beneš. Beneš zette één ei rechtop en één ei omgekeerd en tekende er gezichtjes op. Vervolgens vulde hij de eieren met gips, en lijmde er oren en een neus aan vast. In de proefafleveringen hadden de beide buurmannen nog wenkbrauwen, en waren ze kaal, omdat het maken van haren ingewikkeld was. Dit werd vanaf de tweede aflevering opgelost door de personages van hoofddeksels te voorzien. De animatoren maakten het lijf onder de kleding van hout, met metalen scharnieren voor de ledematen.
In de serie werd door de twee personages niet gesproken, een bewuste keuze van de makers. In plaats daarvan werd alle benodigde expressie gestopt in de begeleidende muziek en geluidseffecten. Met uitzondering van de proefaflevering, waarin Luboš Fišer verantwoordelijk was voor de muziek, was Petr Skoumal jarenlang de componist die de filmpjes van muziek voorzag. Na zijn overlijden in 2014 werden verschillende muzikanten benaderd. Jazzmuzikant Zdeněk Zdeněk nam uiteindelijk het stokje over.
De filmpjes van Buurman en Buurman worden sinds het allereerste begin opgenomen middels stop-motion, een tijdrovende filmtechniek waarbij er voor elke seconde film een groot aantal foto's wordt gemaakt om de poppen van vloeiende bewegingen te voorzien. Een aflevering van pakweg 10 minuten bevat 11.500 beeldjes. Het opleveren van een enkele aflevering duurt dan ook zo'n drie maanden. Een van de grootste uitdagingen bij het maken van de afleveringen is het opnemen van een actiescène waarbij er objecten door de lucht moeten vliegen. De rondvliegende voorwerpen worden in zo'n geval aan visdraadjes opgehangen en per foto een paar millimeter verplaatst. Ook bijvoorbeeld het maken van filmpjes in een winterthema vormt een uitdaging. Voor sneeuw wordt zout of suiker gebruikt, waardoor ofwel alles rondom het decor plakkerig wordt, ofwel verschillende metalen onderdelen de kans lopen om te gaan roesten.
In de 21ste eeuw is de basistechniek van het werken met decoraties en rekwisieten nog steeds hetzelfde: in de vorm van klassieke animatie. Wel pasten de makers bij de nabewerking, zoals het toevoegen van geluid en de montage, steeds vaker digitale technieken toe. Verschillende rekwisieten en lichaamsdelen, zoals het hoofd van de twee personages, worden niet meer met de hand gemaakt, maar komen uit de 3D-printer. Ook in de verhaallijnen worden nieuwe technieken niet geschuwd. Zo maken de buurmannen in de 21ste eeuw onder meer gebruik van zonnepanelen, drones en beveiligingscamera's.

## Ontvangst en populariteit in Nederland

### Van de NCRV naar de VPRO
In Nederland werd de serie in eerste instantie aangekocht door de NCRV. Deze zond het programma in 1982 in de originele uitvoering uit onder de titel Doe het zelf es. Het programma was aanvankelijk geen groot succes, maar dat veranderde in 1984. In dat jaar kreeg de VPRO de B-status, wat de omroep meer zendtijd opleverde. De VPRO besloot om de extra zendtijd te vullen met televisieprogramma's gericht op kinderen en jongeren. Onder leiding van Burny Bos, die in 1984 verantwoordelijk werd voor de samenstelling van het nieuwe jeugdblok, werd de Tsjechische poppenserie over de twee buurmannen overgenomen van de NCRV. Het werd vervolgens ingevoegd als onderdeel van het kinderblok Het huishouden van Jan Steen, en in haar verschillende opvolgers zoals Bij Nieuwegein rechtsaf en het latere Villa Achterwerk.

### De stemmen van Kees Prins en Siem van Leeuwen
Burny Bos zag potentie in de poppenserie, maar wilde er graag stemmen bij, zodat de jonge kijkertjes beter zouden begrijpen wat er precies gebeurde. Kees Prins en Siem van Leeuwen werden aangetrokken, en onder regie van Frank Alsema voorzagen zij de beide personages in de serie al improviserend van stemmen. Nederland werd hiermee het eerste, en lange tijd ook het enige land waarin de serie van gesproken tekst was voorzien.
De meest karakteristieke uitdrukking die er in de serie gebezigd wordt, is ongetwijfeld "A je to!". Dit was tussen 1980 en 1985 de oorspronkelijke Tsjechische titel van de serie, en betekent vrij vertaald iets als "Klaar is Kees!" of "Zo, opgelost!". Wanneer een project naar tevredenheid is afgerond, roepen de buurmannen daar in de Nederlandse versie enthousiast de tekst "A je to!" bij. Soms zijn de personages iets langer van stof en zeggen ze "Of zoals de Tsjechen zeggen: A je to!" of juist kortweg "voor mekaar!".
De buurmannen noemen elkaar niet bij de voornaam, maar spreken elkaar steevast aan met de koosnaam "Buur". Wellicht ligt hieraan ten grondslag dat de eerste afleveringen al waren ingesproken voordat de personages door de Tsjechische makers in 1989 van officiële voornamen werden voorzien.

### Favoriete programma

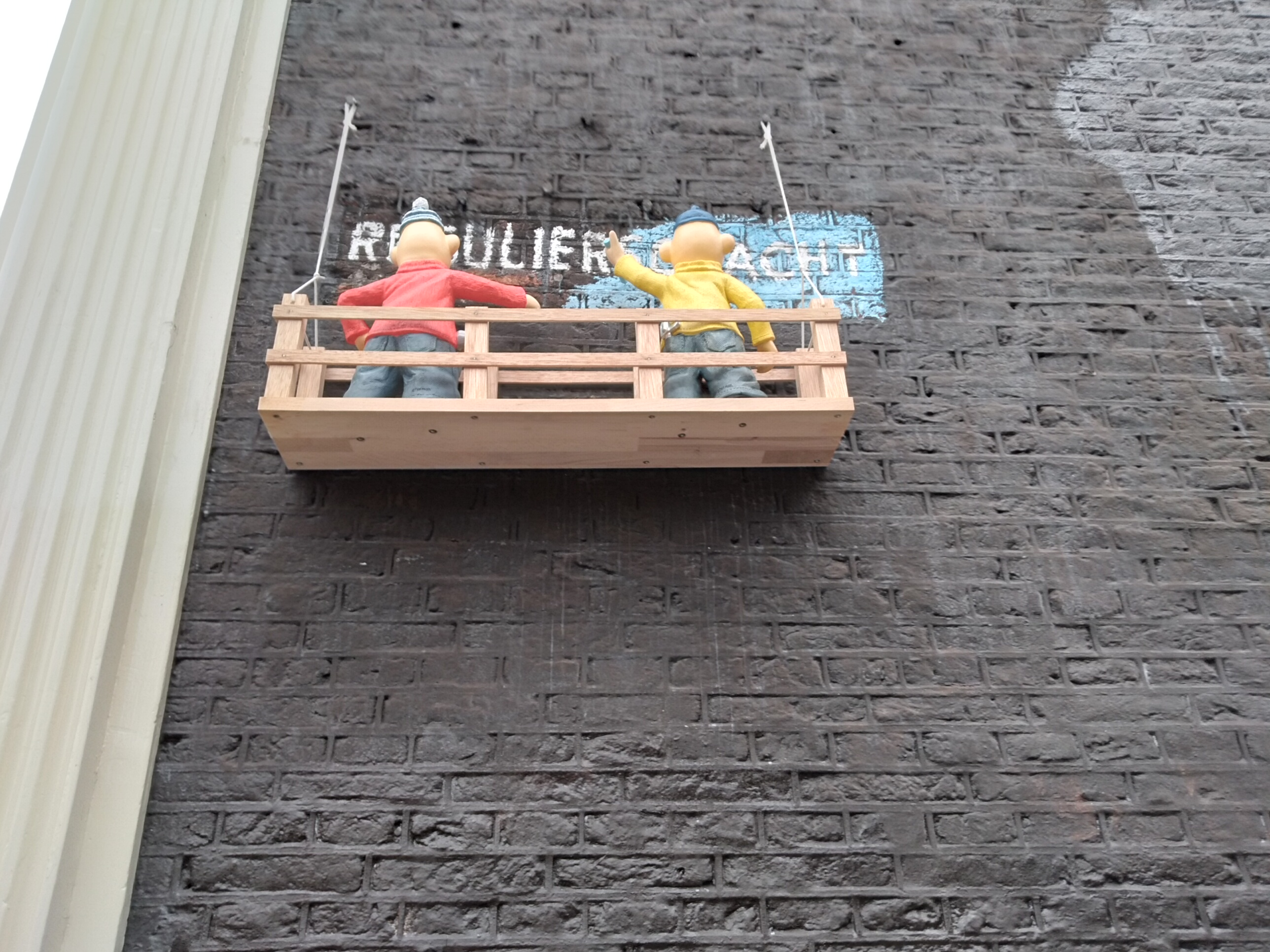
Buurman en Buurman aangebracht op de Reguliersgracht in Amsterdam, door kunstenaar Street Art Frankey in 2020

Ter gelegenheid van het twintigjarig bestaan van het jeugdmatinee van de VPRO, dat op dat moment Villa Achterwerk heette, werd Buurman en Buurman in 2004 door de kijkers uitgeroepen tot het favoriete Villa Achterwerk-programma aller tijden.

### Meer dan tv en film
De Nederlandse cabaretier en theatermaker Jelle Kuiper kreeg in 2009 vanuit Patmat toestemming om kindermusicals over de beide buurmannen te maken. Ivo de Wijs werd ingeschakeld voor het schrijven van de liedteksten. De eerste musical verscheen in 2010 in de Nederlandse theaters, met de titel Buurman en Buurman gaan verhuizen. Daarna zouden verschillende musicals volgen. De beide buurmannen werden onder meer gespeeld door Martin Hofstra en Dennis Stroucken, door Iwan Dam en Casper Gimbrère en door Polle Vrienten (zoon van muzikant Henny Vrienten) en Rein Mulder.
In 2018 wijdde het Museum van de Twintigste Eeuw in Hoorn een tentoonstelling aan Buurman en Buurman. Voor de tentoonstelling kon het museum acht beelden lenen uit de Praagse vestiging van het wassenbeeldenmuseum Musée Grévin. Verder was er onder meer aandacht voor de geschiedenis van de serie, en konden bezoekers zelf ervaren hoe het is om een poppenanimatiefilm te maken.
In 2022 bouwden twee Nederlandse fans van de serie, techniekjournalist Bram van Dijk en zijn vader Kees, de pannenkoekenmachine na uit de aflevering Palačinky (Nederlands: Pannenkoeken) uit 2019. Het YouTubeverslag van het experiment leverde het duo nationale aandacht op, met als bonus een kijkje achter de schermen in de opnamestudio in Praag.

## Ontvangst en populariteit internationaal

### Aankoop en uitzending
Dat er in de serie niet gesproken werd, droeg mogelijk bij aan de internationale populariteit van de serie; volgens Lubomir Beneš werden de uitzendrechten sinds de jaren 80 wereldwijd aan meer dan 80 landen verkocht, niet alleen in de nabijgelegen landen zoals Slowakije, Polen, Rusland en Duitsland, maar ook in landen als Hongarije, Slovenië, Engeland, Zwitserland, Italië, IJsland, Brazilië, Iran en verschillende landen in het Midden-Oosten. De compilatiefilm uit 2016, ter gelegenheid van het veertigjarig bestaan van Buurman & Buurman, werd in 20 landen vertoond, waaronder naast Tsjechië en Slowakije onder meer Kroatië, Zuid-Korea, Scandinavische landen en Frankrijk.

### Prijzen en nominaties
Meerdere afleveringen werden ingezonden naar internationale filmfestivals. In onderstaande tabel bevinden zich enkele van de prijzen en nominaties die aan Buurman en Buurman zijn toebedeeld.
| Jaar | Land                         | Evenement                                             | Prijs                                                    | Genomineerd                                                                                               | Resultaat           | Bron          |
| ---- | ---------------------------- | ----------------------------------------------------- | -------------------------------------------------------- | --- | ------------------- | ------------- |
| 1987 | Frankrijk                    | Filmfestival van Annecy                               | Fédération internationale des Ciné-Clubs                 | Aflevering "Jablko" (Nederlands: Appel) uit 1985                                                          | Eervolle vermelding | [ 41 ]        |
| 1995 | Canada                       | Internationaal filmfestival van Abitibi-Témiscamingue | Beste animatiefilm                                       | Aflevering "Kulečník" (Nederlands: De Biljarters) uit 1994                                                | Gewonnen            | [ 42 ]        |
| 1997 | Verenigde Staten van Amerika | World Animation Celebration in Pasadena               | Best Animation Produced for a Daytime Television Series  | Aflevering "Kulečník" (Nederlands: De Biljarters) uit 1994                                                | Gewonnen            | [ 43 ] [ 44 ] |
| 2016 | China                        | Internationaal filmfestival van Shanghai              | Gouden Jue (金爵奖) in de categorie "beste animatiefilm" | Compilatiefilm "Pat a Mat ve filmu" (Nederlands: Buurman en Buurman: al 40 jaar beste vrienden!) uit 2016 | Genomineerd         | [ 45 ]        |
| 2016 | Zuid-Korea                   | Bucheon International Fantastic Film Festival         | Prijs van de kinderjury (패밀리존 : 장편 )               | Compilatiefilm "Pat a Mat ve filmu" (Nederlands: Buurman en Buurman: al 40 jaar beste vrienden!) uit 2016 | Genomineerd         | [ 46 ]        |

### Censuur
Ondanks de populariteit van Buurman en Buurman werd er door de tijd heen regelmatig censuur toegepast. Niet alleen ten tijde van het communistisch bewind in Tsjecho-Slowakije, maar ook in andere landen werd er door de lokale televisiezenders driftig geknipt en geplakt, om te voldoen aan de eisen van de lokale autoriteiten of om de serie voor de lokale jonge kijkertjes geschikt te maken.
In het islamitische Iran, waar de serie goed bekeken wordt (of werd), past de televisiezender censuur toe op elementen die niet stroken met de islamitische gedragscode. Scenes waarin handelingen voorkomen die in Iran verboden zijn, worden uit de aflevering geknipt, zoals het spelen van een kaartspel of het nuttigen van alcoholische dranken. In 2007 werden drie Iraanse tv-medewerkers ontslagen na het uitzenden van de aflevering Vinári ("Wijn maken") uit 1984, waarin wijn wordt gemaakt en gedronken. In andere islamitische landen in het Midden-Oosten zou vergelijkbare censuur zijn toegepast. Soms werd ook de door Petr Skoumal gecomponeerde muziek verwijderd, en werden enkel de geluidseffecten behouden.
In 2003 kocht Fox Kids Europe (het latere Jetix) de rechten op het uitzenden van een aantal afleveringen. Scènes waarin de personages scherpe voorwerpen gebruikten, zoals een mes of een tang, werden uit de serie geknipt. In latere uitzendingen zou er een gesproken vrijwaringswaarschuwing aan de serie zijn toegevoegd, om aan te geven dat het gedrag van de personages niet geïmiteerd diende te worden. Iets vergelijkbaars gebeurde in Zwitserland, waar het Duitstalige tv-station Schweizer Fernsehen enkele afleveringen niet uitzond, omdat de acties van de personages "te gevaarlijk" werden geacht.

## In populaire cultuur

### Reclamefilms

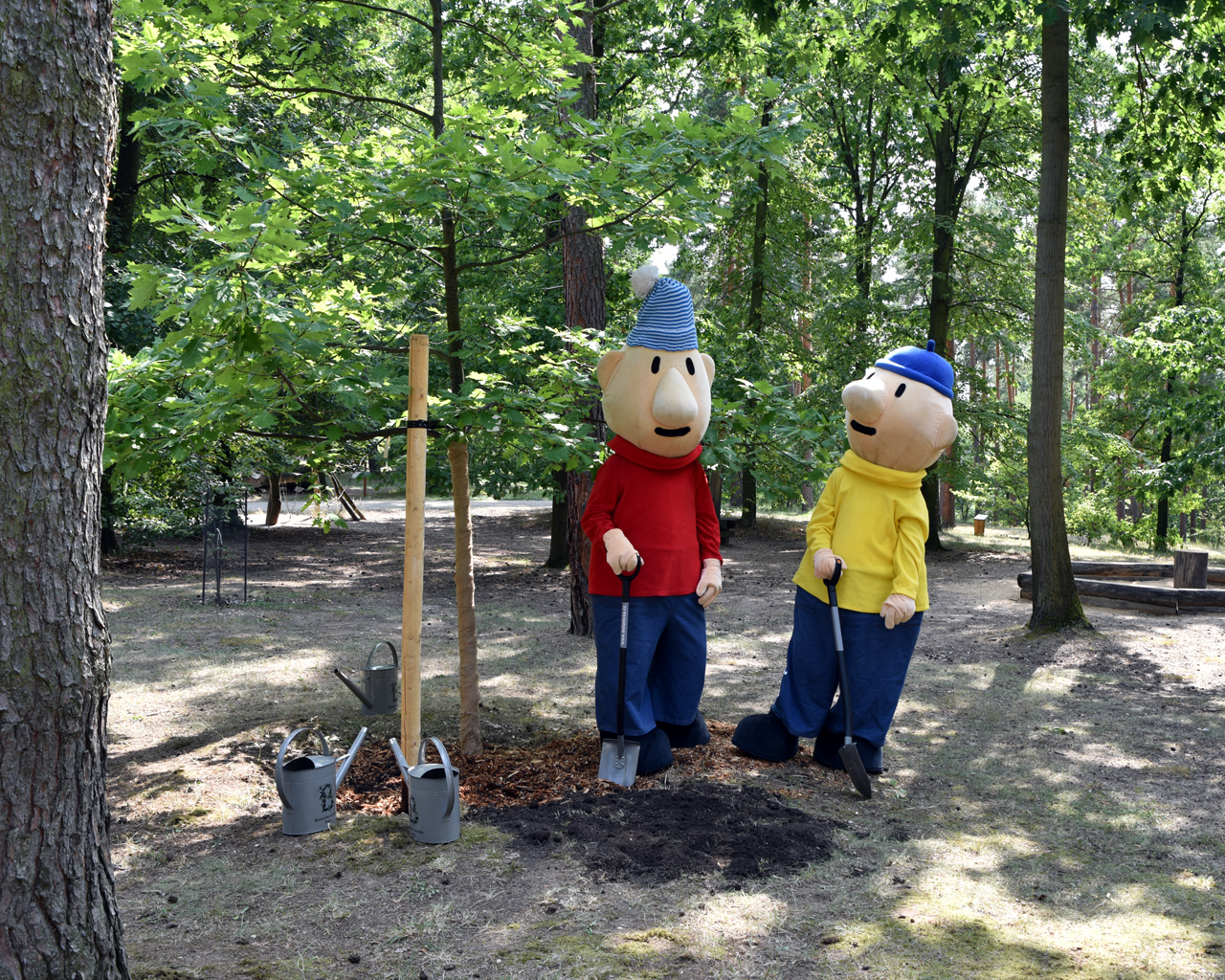
Buurman en Buurman planten een boom in de Botanische Tuin van Praag (2022)

Vanaf de 21ste eeuw begonnen beide buurmannen in reclamefilms op te duiken. Voor zover bekend was de Sloveense electronicawinkel Merkur de eerste die met de onhandige klussers adverteerde. In korte reclamefilmpjes losten de buurmannen hun problemen op door producten bij Merkur te kopen, in plaats van zelf iets inefficiënts te gaan knutselen. In Slowakije werden de buurmannen in 2007 gebruikt om de verkoop van koekjes van Sedita te stimuleren en in 2011 de verkoop van krasloten van Tipos. In Polen figureerden de buurmannen al eens minimaal in een reclamefilmpje voor verzekeraar Link4. Vanaf 2012 werden de beide buren serieuzer ingezet voor het aanprijzen van online marktplaats Tablica.pl, die zich richt op het verkopen van spullen aan mensen die bij elkaar in de buurt wonen.
In thuisland Tsjechië figureren Pat en Mat sinds 2011 in een langlopende reclamecampagne van verzekeraar České podnikatelské pojišťovny (ČPP). In de korte reclamefilmpjes maken de beide karakters allerlei situaties mee, die met hulp van de verzekeringsmaatschappij worden opgelost. De reclamekreet van het bedrijf hierbij is A je to, pojištěno! (Vrij vertaald: Voor mekaar, het is verzekerd!).
In Nederland lanceerde energiebedrijf Eneco in 2016 een reclamecampagne met Buurman en Buurman rondom de slimme thermostaat Toon. De gedachte achter de campagne was dat zelfs meest onhandige klunzen Toon konden begrijpen en gebruiken. In 2018 werden er voor supermarkt Lidl enkele inhakers gemaakt om doe-het-zelf-materialen mee aan te prijzen. In elk van deze reclames kijken de buurmannen naar een oude aflevering van Buurman en Buurman, waarna ze een advertentie van Lidl zien voor een attribuut dat de problemen in die aflevering had kunnen voorkomen.

### Boeken
Door de tijd heen verschenen er verschillende lees-, leer- en prentenboeken over de beide buurmannen. In deze sectie bevindt zich een (onvolledig) overzicht. 

#### Publicaties in het Tsjechisch
- Pat & Mat: ... a je to! (1994), door Jiří Michl, Vladimír Jiránek, Jiří Blažek en Lubomír Beneš (ISBN 80-85817-95-0)
- Pat a Mat dokážou všechno (2006), door Pavel Sýkora, Vladimír Jiránek en Lubomír Beneš (ISBN 80-00-02003-3 en ISBN 978-80-00-02130-0)
- Pat a Mat: --a je to! (2012), door Ivan Rössler, Vladimír Jiránek en Lubomír Beneš (ISBN 978-80-00-02764-7)

#### Publicaties in het Nederlands
- Publicaties bij Uitgeverij Rubinstein in Amsterdam 
  - A je To! Het verhaal van Buurman en Buurman (2016), door Robert Lagendijk[65] (ISBN 9789047621942)
  - prentenboeken door Kees Prins (Auteur) en Patmat (Illustraties):
    - Buurman & Buurman: het opblaasbadje (2015) (ISBN 9789047617792)
    - De blinkende Buurman & Buurman bundel (2016) (ISBN 9789047621478)
    - Klussen met Buurman & Buurman (2017) (ISBN 9789047623618)
    - Buurman & Buurman: de stofzuiger (2019) (ISBN 9789047626053)
    - Buurman & Buurman: de iglo (2020) (ISBN 9789047627159)
    - Buurman & Buurman: in de tuin (2020) (ISBN 9789047627814)
    - Buurman & Buurman: de sinaasappelpers (2021) (ISBN 978-90-476-2929-0
    - Buurman & Buurman: tegelen (2021) (ISBN 978-90-476-2930-6
    - Buurman & Buurman: de hometrainer (2021) (ISBN 978-90-476-2931-3)
- Publicaties bij Uitgeverij Memphis Belle in Hilversum 
  - Buurman & Buurman: Het Aquarium (2012), prentenboek door Jelle Kuiper en Renate Poper (ISBN 9789089418098)
  - Buurman & Buurman: Het Zwembad, (2012), prentenboek door Jelle Kuiper en Renate Poper (ISBN 9789089418104)
  - Buurman & Buurman: Lekkage (2012), prentenboek door Jelle Kuiper (ISBN 9789089418463)
  - Buurman & Buurman: Klussen (2012), prentenboek door Jelle Kuiper (ISBN 9789089418487)
  - Buurman & Buurman: De Speeltuin (2012), prentenboek door Jelle Kuiper en Renate Poper (ISBN 9789089418579)
  - Buurman & Buurman: Het Schilderij (2012), prentenboek door Jelle Kuiper en Renate Poper (ISBN 9789089418586)
  - Het grote woordenboek (2012), prentenboek door Manon Geuskens en Renate Poper (ISBN 9789089418791)
  - Groot verhalenboek (2014), prentenboek door Jelle Kuiper en Renate Poper (ISBN 9789089412409)
  - Kijk- en zoekboek (2020), zoekplatenboek door Manon Geuskens (Redacteur) (ISBN 9789463132350)
- Publicaties bij uitgeverij Big Balloon Publishers in Haarlem 
  - Buurman & Buurman: de windmolen (2021), prentenboek door Tomas Hartman (Auteur), Jelle Kuiper (Redacteur), Patmat (Houder auteursrecht) (ISBN 9789047850069)
  - Buurman & Buurman: het hek (2021), prentenboek door Jan Chvojka (Auteur), Patmat (Houder auteursrecht) (ISBN 9789047850076)
  - Buurman & Buurman tel- en zoekboek (2024) (ISBN 9789047850090)

### Overig
In 2009 gaf de Tsjechische studio Centauri Production het computer-avonturenspel "Pat & Mat" uit, en in 2012 verscheen de theatervoorstelling Pat a Mat jedou na dovolenou (Nederlands: Buurman en Buurman gaan op vakantie) in Praag op de planken, gebaseerd op een script van Marek Beneš. In 2011 eerde Tsjechië het duo met een eigen postzegel. In 2022 plantten de buurmannen een boom in de Botanische Tuin van Praag.

## Afleveringen en compilatiefilms

### Overzicht van reeksen en producenten
Zoals gezegd is het produceren van stop-motion arbeidsintensief. Om de productie te verhogen schakelde Patmat meerdere keren de hulp in van aanvullende producenten.
| Reeks                      | Periode   | Afleveringen | Productiebedrijf                                                                      |
| -------------------------- | --------- | ------------ | ------------------------------------------------------------------------------------- |
| Kuťáci                     | 1976      | 1            | Krátký film Praha a.s. - Studio Jiřího Trnky                                          |
| …a je to!                  | 1980-1985 | 28           | Krátký film Praha a.s. - Studio Jiřího Trnky (in opdracht van de Slowaakse televisie) |
| Pat a Mat                  | 1989-1990 | 6            | Krátký film Praha a.s. - Studio Jiřího Trnky                                          |
| Pat a Mat: … a je to!      | 1992-1994 | 14           | aiF s.r.o.                                                                            |
| Niet officieel uitgebracht | 1998      | 1            | aiF s.r.o.                                                                            |
| Pat a Mat se vracejí       | 2003-2004 | 10           | Atéliery Bonton Zlín a.s.                                                             |
| Pat a Mat se vracejí       | 2003-2004 | 12           | Patmat s.r.o.                                                                         |
| Pat a Mat se vracejí       | 2003-2004 | 6            | Anima s.r.o.                                                                          |
| Pat a Mat na venkově       | 2009-2015 | 13           | Patmat s.r.o.                                                                         |
| Pat a Mat nás baví         | 2018      | 13           | Patmat film s.r.o. (met ondersteuning van Steamworks Creative Co. Ltd.)               |
| Pat a Mat v zimě           | 2018-2019 | 13           | Patmat film s.r.o. (met ondersteuning van Steamworks Creative Co. Ltd.)               |
| Pat a Mat kutí             | 2019-2020 | 13           | Patmat film s.r.o. (met ondersteuning van Steamworks Creative Co. Ltd.)               |

### Compilatiefilms
Vanaf 2016 verschenen de nieuwe afleveringen meerdere keren eerst als compilatiefilm in de bioscoop, alvorens ze op televisie te zien waren. De eerste film, Pat a Mat ve filmu, verscheen in februari 2016 ter gelegenheid van de 40ste verjaardag van de poppenserie en werd in meerdere landen in de bioscoop vertoond. In Nederland werd de film gedistribueerd door Lemming Film onder de titel Buurman en Buurman: al 40 jaar beste vrienden! De film was een compilatie van zeven afleveringen: vijf nog niet eerder uitgezonden afleveringen, gemaakt in 2014 en 2015, en twee afleveringen uit 2011 en 2012. In de jaren erna zouden meerdere compilatiefilms volgen.
| Oorspronkelijke titel        | Nederlandstalige titel                         |      | Première   | Première   | Première   |
| Oorspronkelijke titel        | Nederlandstalige titel                         | Jaar | Wereldwijd | Tsjechië   | Nederland  |
| ---------------------------- | ---------------------------------------------- | ---- | ---------- | ---------- | ---------- |
| Pat a Mat ve filmu           | Buurman en Buurman: al 40 jaar beste vrienden! | 2016 |            | 31-03-2016 | 03-02-2016 |
| Pat a Mat znovu v akci       | Buurman en Buurman hebben een nieuw huis       | 2018 |            | 07-06-2018 | 26-04-2018 |
| Pat a Mat: Zimní radovánky   | Buurman en Buurman Winterpret                  | 2018 |            | 22-11-2018 | 29-11-2018 |
| Pat a Mat: Kutilské trampoty | Buurman en Buurman experimenteren er op los!   | 2019 |            | 05-12-2019 | 21-11-2019 |
|                              | Buurman en Buurman bakken en grillen!          | 2021 |            |            | 09-06-2021 |